# Бугай (музичний інструмент)
Буга́й (Бербениця) — акомпануючий фрикційний музичний інструмент, який за тембром нагадує ревіння бугая.
Має вигляд невеличкої діжечки — дерев'яний циліндр, верхній отвір якого обтягнуто шкірою. До шкіри в центрі прикріплено пучок конячого волосся.
|                                        |  |  |
| Пам'ятна монета НБУ присвячена бугаєві |  |  |

Використовується як басовий інструмент. Музикант зволоженими у квасі руками сіпає за волосся і залежно від того, де зупиниться рука, змінюється висота звучання.
Інструмент поширений в країнах, які входили до складу Австро-Угорщини. В цих країнах інструмент пов'язаний з різдвяними звичаями та з колядою.

## В популярній культурі
Інструмент бугай звучить у треці «Vidlik» однойменного альбому українського гурту ONUKA.